# Hans-Heinz Khünl-Brady

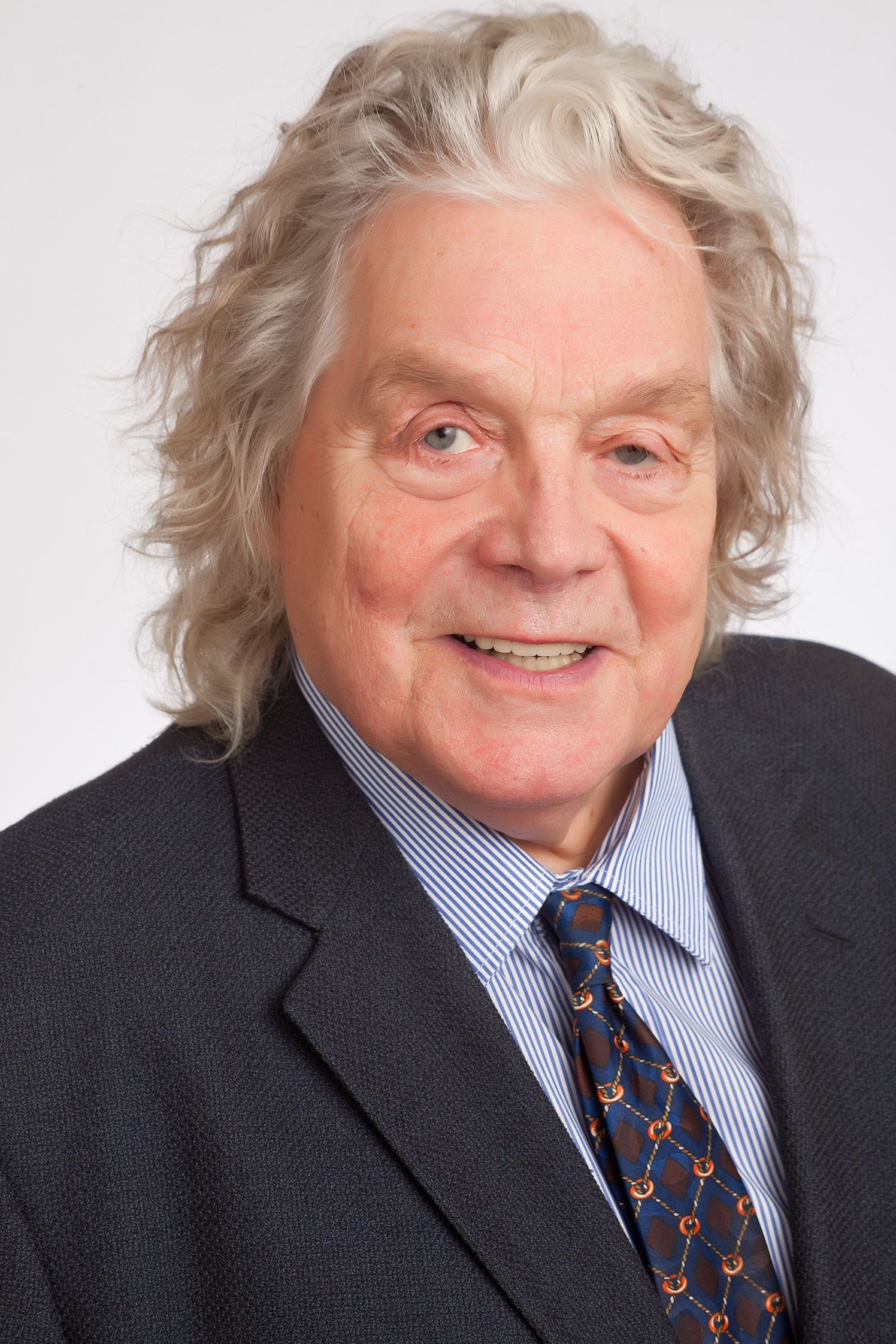
Hans-Heinz Khünl-Brady

Hans-Heinz Khünl-Brady (* 21. Jänner 1932 in Wien, Österreich; † 26. Juni 2013) war Geschäftsführer der Firma C. Brady, Vizepräsident der Austromed, Funktionär in der Wirtschaftskammer und Rechnungsprüfer bei der Pharmig und Pharmig-Landesdelegierter.

## Leben
Khünl-Brady wurde in Wien geboren. Nach der Matura am Realgymnasium in Wien Schopenhauerstraße studierte er Pharmazie an der Universität Wien und schloss dieses Studium 1955 mit der Sponsion zum Mag. Pharm. ab. Während seiner Tätigkeit als Apotheker in der Auge Gottes Apotheke begann er sein Zweitstudium Medizin und beendete dies als cand. med. nach alter Studienordnung. 1970 übernahm Brady die Geschäftsführung der Firma C. Brady, ein damals noch kleiner pharmazeutischer Betrieb mit vier wesentlichen Produkten, nämlich Bradys Magentropfen, Vamel Hustensirup, das Gefäßmittel Complamin und die Inotyolsalbe, die als Wund- und Heilsalbe bis zum heutigen Tag in Verwendung ist. Brady leitete eine Neuorientierung der Firma ein und eröffnete einen Medizinproduktehandel, wobei namhafte Firmen wie Fresenius, Boston Scientific und Medical Carbon Research Institution in den österreichischen Markt eingeführt wurden. Er festigte so die Forschungsmöglichkeiten und die Sicherung von Arbeitsplätzen in Österreich. Wesentliche Bestandteile der Produktpalette der Firma C. Brady sind die Geräte zur Nierenersatztherapie, wobei vor allem seine Entwicklung zur pumpenunterstützten venovenösen Hämofiltration, die sogenannte Bradypumpe, bis zum heutigen Tag in verfeinerten computerunterstützten Konzepten im Intensivbereich in Anwendung ist.

## Forschungsschwerpunkte
Auf dem Gebiete der Herzchirurgie konnte durch seine Schaffenskraft wesentliche Forschungsarbeit auf dem Gebiete der maschinellen Kreislaufunterstützung (Biomedicuspumpe) und der retrograden Koronarperfusion mittels Pixokatheters geleistet werden. Mittels seiner Unterstützung konnte der vom österreichischen Forscher Werner Mohl entwickelte Sinus-Coronarius-Katheter in den Laboratorien von Boston Scientific weiterentwickelt und industrialisiert werden. Mit Hilfe dieses Katheters wurde versucht, toxische Substanzen aus infarzierten Myokardarealen auszuschwemmen und somit die Myokardperfusion zu verbessern. Auch dieses Projekt ermöglichte der österreichischen herzchirurgischen Forschung weltweite Anerkennung.
Im mechanischen Klappenersatz war die Einführung der ersten Bioprothese (Schweineklappe Hancock) richtungsweisend für die Wiener herzchirurgische Forschung. Aus seiner Kooperation mit General Atomics, nachfolgend Carbomedics und Medical Carbon Research Institution, Austin, Texas, entstanden Forschungsprojekte zum klinischen Einsatz neuerer Herzklappenmodelle aus dem patentgeschützten Pyrolytcarbonmaterial. Durch seinen Einsatz konnte speziell die Wiener herzchirurgische Forschungsgruppe die Ergebnisse über den Einsatz der Duromedics-Herzklappe in die Weltliteratur einbringen.
Auch bei der Letztentwicklung der Doppelherzflügelklappe On-X und deren Einführung in die klinische Anwendung erfolgte die Studienkoordinierung und Datenerfassung in Kooperation mit der Wiener herzchirurgischen Forschungsgruppe (Ernst Wolner, dem Medical Carbon Institute of Research, Austin, Texas und C. Brady).
Auf dem Gebiete der Anästhesie gelang es mit Hilfe von Khünl-Brady, einen vom österreichischen Wissenschaftler M. Frass entwickelten Notfalltubus im amerikanischen Forschungslaboratorium der Firma Sheridon weiterzuentwickeln und international einzuführen.
Der heute patentierte Frasstubus ist aufgrund seiner Initiative in Operationssälen, Notfallaufnahmen und Emergencyausrüstungen der Flugrettung als Hilfsmittel zur Freihaltung der Atemwege vorhanden.
Auch standespolitisch war er aktiv, er war Vizepräsident der Austromed, Funktionär in der Wirtschaftskammer, für seine ökonomischen Erfolge wurde ihm der Titel Kommerzialrat und für seine Verdienste um die Förderung der Wissenschaft der Titel Professor verliehen. Er war Rechnungsprüfer bei der Pharmig und Pharmig-Landesdelegierter, sein Engagement um das Medizinprodukt per se und um die Umsetzung der EU-Richtlinie des Medizinproduktegesetzes mündeten letztlich in einer Veranstaltung „Medizinprodukt 2000“, dessen Dokumentation als Print-Kurzform und als CD-ROM herausgegeben wurde.